# Christian Potenza
Christian Potenza (Ottawa, 25 de diciembre de 1972) es un actor canadiense.
Es dueño de un de centro de artes creativas y un estudio de grabación. The Infinity Forge Co. Se localiza en, 468 Cumberland Ave Hamilton, Ontario.

## Filmografía
| Series        | Series                              | Series              | Series              |
| Año           | Programa                            | Rol                 | Notas               |
| ------------- | ----------------------------------- | ------------------- | ------------------- |
| 1997          | Riverdale                           | Jimmy               | Serie de televisión |
| 1998          | Nikita                              | Rudy                | Serie de televisión |
| 1999          | The Tournament                      | Doud                | Serie de televisión |
| 2004-2010     | Locos Dieciséis                     | Jude Lizowski (Voz) |                     |
| 2007-2008     | Isla del Drama                      | Chris McLean (Voz)  | 25 episodios        |
| 2009-2010     | Luz, Drama, Acción                  | Chris McLean (Voz)  | 25 episodios        |
| 2010-2011     | Drama Total Gira Mundial            | Chris McLean (Voz)  | 22 episodios        |
| 2012          | Drama Total: La Venganza de la Isla | Chris McLean (Voz)  | 13 episodios        |
| 2014          | Drama Total Todos Estrellas         | Chris McLean (Voz)  | 13 episodios        |
| 2014          | Drama Total: Isla Pahkitew          | Chris McLean (Voz)  | 13 episodios        |
| 2018-presente | Total Drama Daycare                 | Chris McLean (Voz)  |                     |
| 2018-presente | Total Drama Daycare                 | Jude Lizowski (Voz) |                     |
| Películas     |                                     |                     |                     |
| Año           | Programa                            | Rol                 | Notas               |
| 2002          | El esmoquin                         | Agente Joel         | Papel Secundario    |
| 2011          | La fabulosa aventura de Sharpay     | Sonidista           | Papel Secundario    |
| 2013          | Bunks                               | Crawl               | Película de TV      |

- Datos: Q2527094
- Multimedia: Christian Potenza / Q2527094